# Paweł Kubisz
Paweł Kubisz (12. května 1907, Konská – 19. srpna 1968, Český Těšín) byl polský spisovatel a básník a aktivista polské menšiny na Těšinsku.

## Životopis
Narodil se v Konské v dělnické rodině. Byl synem Pavla a Anny roz. Krehutovové. Po absolvování měšťanské školy v Těšíně navštěvoval seminář učitelů v Bobrkách u Těšína a v Ostřešově v Polsku. Protože některé z jeho básní, publikované v polském tisku, byly satirou na některé profesory této školy, byl nucen školu opustit. Poté, co se vrátil na české Těšínsko, získával vědomosti samostudiem. Udržoval také kontakt s gymnaziálním profesorem a básníkem Stanisławem Czernikem. Velký vliv na něho měla četba děl polských spisovatelů, a to zejména Stefana Żeromského a Juliana Tuwima. V letech 1927–1928 byl českými úřady za distribuci slovenské literatury vydávané iredentisty uvězněn na dobu 13 měsíců v olomoucké věznici, kde onemocněl tuberkulózou. Po svém propuštění se věnoval novinářské práci, byl spojován s "Dziennikiem Polskim", jediným deníkem polské menšiny v Československu. Po vypuknutí druhé světové války v roce 1940 byl zatčen a uvězněn v Těšíně. Po propuštění se mu podařilo dostat se do Generálního gouvernementu. Tam navázal kontakt s podzemním rolnickým hnutím ("Bataliony Chłopskie"; BCh) a jeho tiskem (agentura „Wieś", časopisy „Odra-Nysa“, „Dziennik Powszechny“). V r. 1944 byl opětovně zatčen a uvězněn ve vězení Montelupich v Krakově, odkud uprchl, když vězeňská služba opouštěla vězení.
Po válce působil v Lodži, kde spolupracoval s ruralisticky a regionalisticky orientovanými časopisy a vydavatelstvími. Po roce 1947 se vrátil do svého rodiště. Podílel se na organizaci polského literárního života, ale postupně se omezil na práci v Těšinském Slezsku. Byl prvním šéfredaktorem kulturního měsíčníku Zwrot (1949–1958), Polského kulturně-osvětového svazu v České republice a předsedou uměleckého sdružení SLA (Sekcja Literacko-Artystyczna) PZKO. V roce 1959 byl z politických důvodů odvolán ze všech funkcí a dokonce zbaven členství v PZKO. V roce 1959 začal pracovat jako dělník v třinecké huti. Po dopravní nehodě přešel do invalidního důchodu. Protože nemohl publikovat, zůstal na okraji literárního života. V roce 1968 rozhodl Hlavní výbor PZKO o jeho rehabilitaci a obnovení práva na členství. Ta proběhla ale po Kubiszově smrti.
Zemřel náhle dne 19. srpna 1968 v Českém Těšíně na infarkt. S manželkou Valerii, roz. Kraiczek, měl syna Petra, dnes uznávaného lékaře a specialistu v oboru hematologie, a dceru Annu.

## Tvorba
Paweł Kubisz není sentimentální básník, není básníkem míru a idyly, ale naopak vzdoru a hněvu. To bylo částečně způsobeno jeho povahou a životními zkušenostmi. V průběhu let negativní zážitky narůstaly, a to bylo příčinou je ho stále větší osamělosti. Jeho tvorba je věnována společenským a národnostním otázkám, hlavně utlačování dělnických a vesnických vrstev obyvatelstva od poddanství až po současnost. Díla částečně zapsaná ve slezském dialektu jsou plná hněvu a protestu proti křivdě a útlaku člověka. Na serveru Zaolzie.org byla publikována jeho poslední, s nepřáteli tvrdě účtující sbírka poezie Dukaty z rulonu cierpkich lat / Aria z zaplutej trumny.
- Kajdany i róże. Fryštát, 1927 (básně)
- Przednówek. Český Těšín 1937, Lodž 1947 (básně)
- Pod Godulóm w skalach skryte. Český Těšín 1948 (báseň; bibliofilský tisk)
- Opowieść wydziedziczonych. Český Těšín 1949 (dramatické básnické dílo)
- Rapsod o Oszeldzie. Český Těšín 1953 (básně)
- Czas ludzkiej krzywdy. 1954 (román na pokračování v měsíčníku Zwrot nevydaný v úplnosti)
- Zaszuwierzóny świat. Ostrava 1972 (lidové povídky a humoresky v těšínském nářečí)